# ...Baby One More Time (pesem)
»...Baby One More Time« je pesem ameriške glasbenice Britney Spears. Pesem je napisal in produciral Max Martin, poleg njega pa sta bila producenta pesmi tudi Denniz Pop in Rami. Izšel je preko debitantskega glasbenega albuma Britney Spears, ...Baby One More Time (1999) in založbe Jive Records. Izšel je 23. oktobra 1998 kot njen debitantski singl in hkrati tudi prvi singl z albuma. Teen pop pesem govori o dekletu, ki po prekinitvi zveze to obžaluje in si želi, da bi bila zopet skupaj s svojim fantom. Pesem se začne, ko Britney Spears izreče za ta singl značilne besede: »Oh baby baby«, ki so jih kasneje uporabili tudi na njenih drugih singlih (»Oops!... I Did It Again« iz leta 2000 in »If U Seek Amy« iz leta 2008).
Pesem »...Baby One More Time« je prejela veliko hvale s strani mednarodnih glasbenih kritikov, ki so pesem večinoma obravnavali kot vrhunec celotnega albuma. Nominirana je bila za grammyja v kategoriji za »najboljši ženski pop vokalni nastop«. Pesem »…Baby One More Time« je uživala tudi v velikem komercialnem uspehu, saj je zasedla prvo mesto na glasbenih lestvicah v vseh državah, kjer je izšla in do danes ostaja tudi najuspešnejši singl Britney Spears. V Združenem kraljestvu je postal najbolje prodajani singl leta 1999 in tudi eden izmed britanskih najbolje prodajanih singlov vseh časov, saj je tam prodal več kot devet milijonov kopij.
Videospot za pesem »...Baby One More Time« je režiral Nigel Dick. V njem se Britney Spears pokaže kot šolarka iz katoliške šole, ki sanja o plesu in petju po šoli med opazovanjem svoje simpatije od daleč. Kasneje so podoben videospot posneli tudi za pesem »If U Seek Amy«, kjer je pevkina izmišljena hčerka oblečena v podobno šolsko uniformo, v svojih laseh pa ima rožnate trakove. Leta 2010 so videospot pesmi »...Baby One More Time« izglasovali za najvplivnejši videospot v zgodovini pop glasbe.
Pesem »...Baby One More Time« so od izida izvedli na vsaki turneji Britney Spears. Na turneji ...Baby One More Time Tour so jo izvedli na vsakem koncertu, na turneji Oops!... I Did It Again World Tour pa je pevka s pesmijo nastopila po plesnem uvodu, v katerem plesalci pokažejo svoje individualne gibe, medtem ko se na ekranu pojavijo njihova imena. Singl je bil vključen tudi v turnejo Dream Within a Dream Tour, ki so jo organizirali leta 2001, za turnejo The Onyx Hotel Tour pa so jo prenovili tako, da je vsebovala več elementov jazza in bluesa. Britney Spears je z njo nastopila tudi na nekaterih koncertih v sklopu promocijske turneje v Hiši bluesa, imenovani The M+M's Tour, na turneji The Circus Starring Britney Spears pa je pesem pridobila več elementov elektronske glasbe.

## Ozadje
Potem, ko je podpisala pogodbo z založbo Jive Records, je Britney Spears začela delati s številnimi producenti. Leta 1998 je odletela na Švedsko, kjer je sodelovala s producenti, kot so Max Martin, Rami, Denniz Pop in drugi. Max Martin je njej in njenemu menedžerju pokazal pesem, ki so jo v originalu spisali za ameriško R&B glasbeno skupino TLC; kakorkoli že, ko so jim pesem poslali, so jo člani te skupine takoj zavrnili. Britney Spears je kasneje trdila, da je bila ob poslušanju pesmi zelo vznemerjena, saj je vedela, da bo pesem postala velika uspešnica. »Mi iz založbe Jive smo si rekli: 'To je prekleto dobro,'« je razkril takratni uslužbenec založbe, Steven Lunt; kakorkoli že, ostali producenti pesmi so bili zaskrbljeni zaradi kitice »Udari me« (»Hit Me«), saj naj bi promovirala nasilje med partnerji, zaradi česar so pesem preimenovali v »...Baby One More Time«. Britney Spears je dejala, da vrstica »ne pomeni, da me udari fizično. [...] Pravzaprav pomeni, da mi pošlji znak. Mislim, da je nekoliko smešno, da so ljudje to vzeli tako dobesedno.«
Britney Spears je pesem posnela marca 1998 v studijih Cheiron Studios v Stockholmu, Švedska. Pevka je razkrila, da ji »prvi dan v snemalnem studiju [pri snemanju pesmi] sploh ni šlo dobro, saj sem bila tako živčna. Zato sem šla ponoči ven in se malo zabavala. Naslednji dan sem bila sproščena in vse skupaj sem obvladala. Pri petju pesmi '… Baby One More Time' moraš biti sproščen.« Pesem so producirali Denniz Pop, Max Martin in Rami, v studijih Cheiron Studios pa so posneli tudi Martinov remix. Thomas Lindberg je igral kitaro, Johan Carlberg pa bas kitaro. Spremljevalne vokale so peli Britney Spears, Max Martin in Nana Hedin. Britney Spears je posnela tudi pesem, imenovano »Autumn Goodbye«, ki jo je napisal in produciral Eric Foster White, izšla pa je kot B-stran singla »...Baby One More Time.« Pesem so posneli leta 1997 v studijih 4MW East Studios v New Jerseyju.

## Sestava
Pesem »...Baby One More Time« je teen pop in dance-pop pesem, ki traja tri minute in trideset sekund. Pesem je napisana v e-molu, vokali Britney Spears pa segajo od F3 do C5. Začne se s tremi notami, zaigranimi na klavirju, zaradi česar so pesem večkrat primerjali s pesmimi »We Will Rock You« (1977), »Start Me Up« (1981) in tematsko pesmijo filma Žrelo (1975), saj naj bi vse »pritegnile pozornost v natanko eni sekundi.« Kot je bilo navedeno v članku revije Blender je pesem sestavljena iz »kitarskih kitic in elektrokaridografskih basov.« Besedilo pesmi govori o ljubezni. Britney Spears sama je dejala, da je to »[pesem], s katero se lahko poveže vsako dekle. Obžaluje. Želi ga nazaj.« Pesem je prepoznaven tudi po svoji uvodni kitici, »Oh baby baby«, ki jo je Britney Spears uporabila tudi pri singlih »Oops!... I Did It Again« (2000) in »If U Seek Amy« (2008), ki ju je, tako kot pesem »...Baby One More Time«, napisal Max Martin. Pesem je v Združenih državah Amerike ob izidu obveljala za kontroverzno zaradi kitice »Še enkrat me udari, dragi« (»Hit me baby one more time«), saj naj bi namigovala na nasilje med partnerjema.

## Sprejem kritikov
Pesmi »... Baby One More Time« so kritiki podeljevali večinoma pozitivne ocene. Amanda Murray iz spletne strani Sputnikmusic jo je označila za »nedvomno najvišja točka tega albuma. Je dobro sestavljena, natančno urejena in mejam v glasu Britney Spears navkljub se lahko vpiše v pop zgodovino.« Dejala je tudi, da je bila pesem vrhunec pop glasbene zvrsti in dodala: »Ne dvomim, da se bo mnogo ljudi pesmi '...Baby One More Time' spominjalo kot eno izmed temeljev pop glasbe nasploh in je kandidatka za najboljši glasbeni prototip v preporodu popa v devetdesetih.« Beth Johnson iz revije Entertainment Weekly je pesem označila za »sladko pop pesem s funkovskim pridihom«. Stephen Thomas Erlewine iz spletne strani Allmusic je pesem opisal kot »genijalno,« medtem ko jo je Barry Walters iz revije Rolling Stone primerjal z začetnimi uspešnicami Samanthe Fox, saj naj bi »efektivno [spremenila] bivšo deklico iz serije Klub Miki Miške, ki se je rodila v majhnem mestecu Louisiana in odrasla v lepotičko.« Brian Raftery iz revije Blender je pesem označil za »popolnoma dobro, saj se drži pop glasbene zvrsti. [...] Do danes je bil teen-pop fantovski klub, vendar medtem ko so še vedno fantje mrmrali o zatreskanosti, je Spearsova že načrtovala zabavo v pižamah«. V oceni iz časopisa NME je bila pesem opisana kot »enkratna«, saj »so simfonije najstniških časov bolj jasne od vsega, kar je kdaj napisal Brian Wilson - resnično velika pop pesem, ki prekosi vse do zdajšnje čudaške grozote z Lolitami zaradi odklona njenih gorečih oboževalcev.«

## Dosežki na lestvicah
Pesem »Baby One More Time« so 23. oktobra 1998 uradno poslali raznim ameriškim radijskim postajam. 21. novembra 1998 je pesem prvič pristala na glasbeni lestvici Billboard Hot 100, in sicer na sedemnajstem mestu, vrh te lestvice pa je zasedel šele čez dva meseca in pol, ko je premagal singl »Have You Ever?« R&B pevke Brandy. Hkrati je pristal tudi na vrhu kanadske glasbene lestvice, imenovane Canadian Singles Chart. Pesem je zasedla tudi prvo mesto na lestvici Hot 100 Singles Sales in tam ostala štiri tedne. Zaradi tega je singl dokaj kmalu prejel platinasto certifikacijo s strani organizacije Recording Industry Association of America. Čeprav tam ni bila tako uspešna, se je pesem »...Baby One More Time« uvrstila med prvih deset pesmi tudi na lestvici Hot 100 Airplay, kjer se je uvrstila na osmo mesto. Singl je postal tudi velika radijska uspešnica na lestvici Top 40 Radio ter zasedel eno izmed prvih desetih mest na lestvicah Top 40 Tracks in Rhythmic Top 40, pa tudi prvo mesto na lestvici Mainstream Top 40, kjer je ostal še pet tednov. Pesem »...Baby One More Time« je dvaintrideset tednov preživela na vrhu lestvice Billboard Hot 100 in nazadnje pristala na petem mestu Billboardovega seznama najuspešnejših singlov tistega leta.
Pesem je zasedla prvo mesto na vseh lestvicah v Evropi, na katere se je uvrstila. Deset zaporednh tednov je ostala na vrhu lestvice Eurochart Hot 100 Singles. Poleg tega je pesem »...Baby One More Time« dva zaporedna tedna preživela na vrhu francoske glasbene lestvice in potem, ko je v državi prodala 500.000 kopij izvodov, prejela tudi platinasto certifikacijo s strani organizacije Syndicat National de l'Édition Phonographique. Singl je šest zaporednih tednov ostal tudi na prvem mestu nemške glasbene lestvice in potem, ko je v državi prodal 750.000 kopij, prejel trikratno zlato certifikacijo s strani organizacije International Federation of the Phonographic Industry. V Združenem kraljestvu je pesem »…Baby One More Time« po podatkih založbe Britney Spears, Jive Records, v roku treh dni prodala več kot 250.000 kopij izvodov. Britney Spears je, ko je singl »...Baby One More Time« prodal 460.000 kopij izvodov, v Veliki Britaniji podrla rekord za najboljšo prodajo singla ženske ustvarjalke v prvem tednu od izida. Singl je kasneje prodal 1,5 milijona kopij izvodov ter postal najbolje prodajani singl v Veliki Britaniji tistega leta in petindvajseti najbolje prodajani singl v Veliki Britaniji vseh časov. Nazadnje je 26. marca 1999 s strani organizacije British Phonographic Industry prejel dvakratno platinasto certifikacijo. Poleg tega se je Britney Spears pridružila izbrani skupini sedmih ženskih glasbenic, ki so v Veliki Britaniji izdale vsaj en singl, ki je tam prodal milijon kopij izvodov, med katere so vključene tudi Kylie Minogue, Whitney Houston, Cher, Céline Dion in druge.
Pesem »...Baby One More Time« je takoj po izidu pristala na dvajsetem mestu avstralske glasbene lestvice in šele čez mesec dni zasedla prvo mesto, kjer pa je nato ostala devet zaporednih tednov. Pesem je nazadnje postala drugi najbolje prodajani singl v Avstraliji tistega leta, takoj za pesmijo »Mambo#5« Louja Bege, in prejela trikratno platinasto certifikacijo s strani organizacije Australian Recording Industry Association za več kot 210.000 prodanih kopij izvodov. V Novi Zelandiji je singl štiri zaporedne tedne preživel na vrhu njihove glasbene lestvice in potem, ko je prodal 15.000 kopij izvodov, s strani organizacije Recording Industry Association of New Zealand prejel platinasto certifikacijo.

## Videospot

### Razvoj
Videospot za pesem so posneli 6., 7. in 8. avgusta 1998 v Los Angelesu, Kalifornija, režiral pa ga je Nigel Dick. Potem, ko so ga izbrali za snemanje, so ga njegovi kolegi zelo kritizirali zaradi njegove želje po tem, da bi sodeloval z Britney Spears. Nato se je odzval z besedami: »To je enkratna pesem. O Britney ne vem ničesar. Nikoli nisem gledal serije The Mickey Mouse Club. Zdi se mi kot priden otrok in zelo navdušena nad svojim delom, vendar preprosto obožujem pesem. To je samo enkratna pesem.« Videospot so na začetku snemali visokokontrastno in šele kasneje začeli snemati na način, uporabljen v izdani verziji. Nameravali so namreč posneti videospot, podoben risanki, s čimer so želeli privlačiti občinstvo, sestavljeno iz mlajših otrok. Britney Spears pa s tem ni bila zadovoljna in je želela, da bi videospot prikazoval življenje njenega občinstva, zaradi česar so videospot posneli v šoli. Britney Spears je ob predlogu še razložila, da si želi, da bi videospot vseboval veliko plesnih prizorov. Prejšnje ideje so zamenjali z njenim predlogom. Originalna ideja Nigela Dicka glede oblačil so bile kavbojke in majica, vendar se je med pomerjanjem Britney Spears odločila, da bo garderobo zamenjala z garderobo s šolsko uniformo. Nigel Dick je nato povedal: »Vsak del garderobe iz videospota je izdelalo podjetje Kmart in takrat so mi povedali, da noben kos ni dražji od 17 $. Takrat je bilo to res. To je najbrž del videospotove očarljivosti.« Majico, ki jo je Britney Spears nosila v videospotu, so oblikovali posebej zanjo po njenem predlogu, sama pa je kasneje povedala: »Obleke so izgledale nekoliko piflarske, zato sem jim dejala: 'Malce skrajšajmo tole srajico in bodimo luštni.'« O izkušnji ob snemanju svojega prvega videospota je Britney Spears kasneje dejala: »Bila je čudovita izkušnja. Vsi tisti ljudje, ki delajo zate. Imela sem svoj napovednik. Bila je resnično enkratna izkušnja.« Videospot so snemali na srednji šoli Venice, kjer so snemali tudi film Brilijantina.

### Zgodba
Videospot se prične z Britney Spears, ki se dolgočasi med poukom na neki katoliški šoli. Njena asistentka Felicia Culotta je zaigrala njeno učiteljico. Ko zazvoni, se Britney Spears požene na hodnik in začne plesati. Nato se pojavi zunaj, oblečena v športna oblačila. Preden se vrnejo nazaj v šolo, s še nekaj drugimi učenci izvaja različne gimnastične gibe. Potem se pojavi na tribuni, s katere opazuje košarkaško tekmo. Njena simpatija, ki jo je zaigral njen bratranec Chad, sedi blizu nje. Po tem kratkem prizoru Britney Spears izvede še zadnjo plesno točko, videospot pa se konča kmalu za tem in nazadnje se razkrije, da si je protagonistka vse skupaj samo zamišljala. Preko DVD-ja Greatest Hits: My Prerogative so izdali še dve alternativni verziji videospota.

### Sprejem
Videospot za pesem »…Baby One More Time« je Britney Spears hitro spremenil v superzvezdnico. Šolska obleka naj bi bila njen ikonični izgled in je na voljo za ogled v Hard Rock Hotel and Casino-ju v Las Vegasu, Nevada. Med starševskimi združenji so mnogi prizori iz videospota, ki so prikazovali najstniško življenje, naletelo na veliko neodobravanja. Britney Spears so kritizirali tudi zaradi njenih besed: »Razkazovanje mojega trebuščka? Sem z juga; tam si neumen, če na plesnih vajah ne nosiš odrezane majice, saj boš čisto prepoten.« Leta 1999 si je z videospotom za pesem »...Baby One More Time« prislužila tri nominacije za nagrado MTV Video Music Award, in sicer v kategorijah za »najboljši pop videospot«, za »najboljšo koreografijo« in za »najboljši ženski videospot«. Na seznamu najboljših videospotov vseh časov, ki ga je leta 2001 sestavil kanal VH1, je videospot dosegel devetdeseto mesto. Bil je tudi prvi izmed njenih štirinajstih videospotov, ki so se predvajali v zadnji epizodi oddaje TRL na MTV-ju. V zadnji epizodi, triurni specijalki, ki je izšla 16. novembra 2008, je bil videospot za pesem »…Baby One More Time« prvi na seznamu njihovih najbolj ikoničnih videospotov vseh časov, hkrati pa je bil tudi zadnji videospot, predvajan v seriji. Na latinski verziji MTV-ja, MTV Latin America, je videospot pristal na sedmem mestu seznama »najbolj MTV-jevski videospoti« in na tretjem mestu seznama »100 najboljših pop videospotov«, samo za videospotom za Madonnino pesem »Like a Virgin« in za videospotom za pesem »Billie Jean« Michaela Jacksona. Wesley Yang je v svojem eseju, »Znotraj škatle« (»Inside the Box«) na n+1 videospot primerjal z videospotom pesmi »Girlschool« Britny Fox, saj sta oba vključevala »učilnico, polno katoliških šolark, ki nameravajo kljubovati svoji strogi učiteljici. [...] Vendar je bil to najprivlačnejši videospot metal glasbene skupine z grozljivo frizuro, ki izkorišča ženske. Britney Spears je bila nekaj drugega - točka inačic v kulturi.« Videospot je naveden v videospotu za singl »If U Seek Amy« iz leta 2009. Britney Spears, ki se sama iz hiše prikaže oblečena kot gospodinja, namreč sledi tudi njena izmišljena hčerka, oblečena podobno, kot je bila ona v videospotu za pesem »...Baby One More Time« z rožnatimi sponkami v svojih laseh.

## Nastopi v živo
Britney Spears je s pesmijo »...Baby One More Time« nastopila ob mnogih priložnostih. Leta 1999 jo je izvedla na podelitvi nagrad MTV Video Music Awards, na podelitvi nagrad MTV Europe Music Awards (kjer je nastopila tudi s pesmijo »(You Drive Me) Crazy«) in na podelitvi nagrad Billboard Music Awards. Pesem je skupaj s pesmijo »From the Bottom of My Broken Heart« izvedla tudi na 42. podelitvi grammyjev. Na začetku nastopa je nosila puli in dolgo tilasto krilo, medtem ko so jo njeni spremljevalni plesalci obkrožili z velikanskimi pahljačami. Potem, ko je zapela krajšo verzijo pesmi, si je vzela nekaj trenutkov za to, da se je preoblekla v prilegajočo se rdečo obleko s stranskimi izrezi in takoj zatem stekla na oder izvajati pesem »...Baby One More Time«. Kasneje, leta 2003, je nastopila z remixom pesmi, izdanem preko koncertne specijalke Britney Spears: In the Zone, ki se je premierno predvajala na ABC-ju 17. novembra 2003. S pesmijo »...Baby One More Time« je 4. septembra 2003 Britney Spears nastopila tudi na prireditvi NFL Kickoff Live 2003 v nakupovalnem centru National, kjer so je izvedla v kombinaciji s singlom »I'm a Slave 4 U« (2001), nastop pa je vključeval tudi pirotehniko. Na nastopu je bila oblečena v črne nogometne hlače, belo-črn top in Reebokove škornje. Njeno obleko so kasneje podarili dobrodelni organizaciji Britney Spears Foundation.
S pesmijo »...Baby One More Time« je Britney Spears od njenega izida nastopila tudi na vsaki turneji. Na turneji ...Baby One More Time Tour je pesem izvedla oblečena v rožnato majico, rožnato minikrilo in črne dokolenke. Leta 2000 je med turnejo Oops!... I Did It Again World Tour je s pesmijo nastopila po plesnem uvodu v katerem so plesalci pokazali vsak svoje gibe, nato pa so se na ekranih pokazala njihova imena. Britney Spears je na oder prišla oblečena v konzervativno šolsko uniformo in začela peti pesem. Na približno polovici pesmi so se ji pridružili še spremljevalni plesalci, prav tako oblečeni v šolske uniforme. Pesem »...Baby One More Time« je bila vključena tudi v turnejo Dream Within a Dream Tour iz leta 2001. Nastop se je pričel z gromozansko projekcijo holograma Britney Spears na vodnem ekranu. Projekcija se je počasi manjšala, dokler ni izginila, ko je na oder prišla Britney Spears, oblečena v plastični kavbojski klobuk, modre kratke hlače in ujemajoč top. Pričela je nastopati z verzijo balade pesmi »...Baby One More Time« ter se počasi pomikala proti koncu odra. Medtem ko je še naprej pela pesem, so, ko je dosegla konec odra, prikazali veliko pirotehničnih učinkov, pesem pa je dobila več techno ritmov.
Na turneji The Onyx Hotel Tour je s pesmijo »...Baby One More Time« nastopila potem, ko so prikazali posnetek »Showdown«, video uvod, ki je vključeval Britney Spears in njene prijatelje v klubu. Medtem ko je zapuščala klub, je opazila žensko, oblečena v slogu tridesetih. Sledila ji je in ženska jo je vprašala, če bi želela oditi v klub »Mystic Lounge«. Nato se je na odru pojavila Britney Spears, oblečena v steznik in nastopila s pesmimi »…Baby One More Time«, »Oops!...I Did It Again« in »(You Drive Me) Crazy«. Vse tri pesmi so preuredili tako, da so vključevale elemente jazza in bluesa. S pesmijo »...Baby One More Time« je nastopila tudi v Hiši bluesa, kjer je nastopala v sklopu promocijske turneje The M+M's Tour. Nastop se je pričel z Britney Spears, oblečeno v bele škornje, belo minikrilo in bleščeče rožnat zgornji del bikinik. Na turneji The Circus Starring Britney Spears je pesem izvedla z elektronskim cirkuškim aktom. To je bila zadnja pesem, s katero je nastopila na turneji, sledila pa je pesmi »Toxic«. Na turneji je Britney Spears skupaj s spremljevalnimi plesalci remix te pesmi.

## Verzije drugih izvajalcev
Pesem »...Baby One More Time« je ob različnih priložnostih izvedlo še mnogo drugih glasbenikov. Eno izmed prvih verzij pesmi je posnela škotska glasbena skupina Travis, ki jo je izvedla tudi na enem izmed svojih koncertov v sklopu turneje The Bay Tavern v Severnem Yorkshireu, Anglija. Pesem so leta 1999 vključili v samostojno izdajo njihovega singla »Turn«. Glavni pevec skupine, Francis Healey, je dejal: »Na začetku smo to naredili za zabavo. [...] Ko pa smo jo zaigralo, je ironija ušla smehu. To je bila zelo tehnično izpopolnjena pesem. Ima neko čarobnost.« Revija The Guardian je napisala, da je ta verzija pokazala novo in »temnejšo« plat glasbene skupine, saj naj bi »vsebina zvenela nekoliko žalujoče, vendar je neverjetno, kako izpopolnjeno je zvenela vrstica 'Ta osamljenost me ubija / Še enkrat me udari, dragi' ('This loneliness is killing me / Hit me, baby, one more time').« Spletna stran PopWreckoning.com je pesem označila za »po vsej verjetnosti najbolje narejeno verzijo Britneyjine garancije za večno slavo.« Britney Spears je to verzijo pesmi slišala med nakupovanjem v nakupovalnem centru in je o tem dejala: »Bilo je čudno. Všeč mi je, menila sem, da je kul. Posneli so drugačen ton, kot mi.«
Leta 2005 je glasbena skupina The Dresden Dolls s pesmijo nastopila med njihovim poletnimi koncerti, ko je nastopala kot spremljevalna glasbena skupina na turneji skupini Panic! at the Disco. 18. julija 2006 se je glavni pevec skupine, Brendon Urie, pridružil glasbeni  skupini in pesem izvedel v Pittsburghu, Pennsylvania. Spletna stran PopWreckoning.com je napisala, da je bila ta verzija pesmi »čudaška mešanica umazanega in popa. Bila je občutno temnejša in pravzaprav mučna v primerjavi z Britneyjinim brezupom šolskega dekleta.« 29. novembra 2008, istega dne, kot je Britney Spears izvedla pesem »Womanizer« v seriji The X Factor, so tekmovalci v tej seriji, člani glasbene skupine JLS, nastopili s svojo verzijo pesmi, ki pa se je sodniku v seriji, Simonu Cowellu zdela »butasta«. 13. julija 2009 je Tori Amos pesem v živo izvedla na svoji turneji Sinful Attraction Tour v teatru Paramount v Oaklandu, Kalifornija. 15. oktobra 2009 je Kris Allen pesem prvič zapel na koncertu v srednji šoli Seton v Cincinnatiju, Ohio. Njegova verzija pesmi je s strani kritikov prejela v glavnem pozitivne ocene.
Švedska humoristična heavy metal glasbena skupina Black Ingvars je svojo verzijo pesmi posnela za svoj album Kids Superhits (2000). Istega leta je death metal glasbena skupina Ten Masked Men svojo verzijo pesmi vključila na svoj album Return of the Ten Masked Men. Verzija Ahmeta in Dweezil Zappa je bila vključena na soundtrack filma Ready to Rumble. Leta 2003 je pesem posnela tudi ameriška pop punk glasbena skupina Bowling for Soup; njihova različica pesmi je kasneje tistega leta izšla na soundtracku filma Odštekani petek. O svoji verziji te pesmi so napisali, da je »res, res temačna in res rockovska [...] Ni ena izmed tistih dekliško pop stvari, ki jih posnamemo po navadi.« Leta 2005 je power pop glasbena skupina Fountains of Wayne je svojo različico pesmi izdala preko svoje kompilacije Out-of-State Plates. Robert Christgau iz revije The Village Voice je njihovo pesem opisal kot »ljubko pesem, ki spominja na prejšnja dela glasbene skupine [Fountains of Wayne]«. Japonska pop pevka Shiori Takei je svojo verzijo pesmi posnela za svoj album The Note of My Nineteen Years (2005). Leta 2006 je glasbena skupina Trombo Combo svojo različico pesmi izdala preko svojega albuma Trombo Combo: Swedish Sound Deluxe.
Glasbena založba Almighty Records je izdala tudi različico pesmi »...Baby One More Time«, ki jo je posnela Jayne Montgomery. Leta 2009 sta preko kompilacije Punk Goes Pop 2 izšli dve pesmi Britney Spears: prvo, »...Baby One More Time« je zapela glasbena skupina August Burns Red, drugo, »Toxic«, pa glasbena skupinaA Static Lullaby. Glasbeni duet Doll Factory je svojo verzijo te pesmi izdal preko svojega albuma Weightless. Pevec in tekstopisec Christopher Dallman je preko EP-ja Sad Britney izdal svoje različice pesmi Britney Spears, kot so »...Baby One More Time«, »Gimme More«, »Toxic« in »Radar«. Svojo različico pesmi »...Baby One More Time« so posneli tudi glasbeniki, kot so Brainshake, Intwine, Kevorkian, P.T. Grimm and the Dead Puppies, Jenny Owen Youngs, Neil Sahgal, Annie Bethancourt in drugi.

## Dediščina
Pesem »…Baby One More Time«  se je večkrat uvrstila na sezname najboljših pesmi; med drugim je zasedla petindvajseto mesto na lestvici »največjih pop pesmi od leta 1963«, seznamu, ki sta ga leta 2000 sestavila kanal MTV in revija Rolling Stone. Revija Blender je pesmi dodelila deveto mesto na seznamu »500 največjih pesmi, odkar ste se rodili«. Pesem je kanal VH1 označil tudi za sedmo najboljšo pesem devetdesetih na seznamu »100 najboljših pesmi v zadnjih petindvajsetih letih«, ki so ga sestavili leta 2003, pa je zasedel osemindvajseto mesto. Videospot pesmi so izglasovali za tretji najvplivnejši videospot v zgodovini pop glasbe vprašalnika, ki ga je organiziralo podjetje Jam!. Pesem »...Baby One More Time« eden izmed najbolje prodajanih singlov vseh časov, saj je prodala več kot devet milijonov kopij, Britney Spears pa si je z njo prislužila svojo prvo nominacijo za grammyja v kategoriji za »najboljši ženski pop vokalni nastop«. Singl je prejel tudi mnoge druge nagrade, kot sta Teen Choice Award v kategoriji za »singl leta« in MTV Europe Music Award v kategoriji za »najboljšo pesem«. Aprila 2005 je britanski televizijski program ITV izdal kratko serijo, naslovljeno kot Hit Me Baby One More Time, ki jo je gostil Vernon Kay. V seriji so razni glasbeniki, ki so imeli v osemdesetih eno samo uspešnico, tekmovali drug z drugim tako, da so zapeli verzije raznih takrat popularnih pesmi. Občinstvo je z glasovanjem izbralo svoje najljubše. Ameriško verzijo serije je leto pozneje predvajal kanal NBC, tudi to pa je vodil Vernon Kay. Verzija pesmi je uporabljena tudi v 20th Century Foxovem animiranem filmu Roboti (2005), vendar ni bila vključena na soundtrack filma. Leta 2010 je v epizodi serije Glee, naslovljeni kot »Britney/Brittany«, lik Rachel Berry, ki jo je upodobila Lea Michele, izvedel svojo verzijo pesmi, pri čemer pa so uporabili oblačila, podobna tistim, ki so jih uporabili v videospotu. V epizodi je zaigrala tudi Britney Spears, kjer je prevzela vlogo neke manj pomembne učiteljice.

## Seznam verzij
| - Posebni CD singl 1. »…Baby One More Time« — 3:30 2. »Autumn Goodbye« — 3:41 3. »…Baby One More Time« (posebni videospot) - Britanski enojni CD 1. »…Baby One More Time« — 3:30 2. »…Baby One More Time« (platinasti vokalni remix Sharp) — 8:11 3. »…Baby One More Time« (klubski remix Davidsona Ospine) — 5:40 - Britanski dvojni CD 1. »…Baby One More Time« (radijska verzija) — 3:30 2. »…Baby One More Time« (inštrumentalna verzija) — 3:30 3. »Autumn Goodbye« — 3:41 | - Gramofonska plošča 1. »…Baby One More Time« (klubski remix Davidsona Ospine) — 5:40 2. »…Baby One More Time« (pripovedni remix Davidsona Ospine) — 6:30 3. »…Baby One More Time« — 3:30 4. »…Baby One More Time« (platinasti vokalni remix Sharp) — 8:11 5. »…Baby One More Time« (klasični remix Sharp) — 6:50 - Francoski CD s singlom / Dodatek k albumu The Singles Collection 1. »…Baby One More Time« — 3:30 2. »Autumn Goodbye« — 3:41 |

## Ostali ustvarjalci
| »...Baby One More Time« - Britney Spears – glavni vokali spremljevalni vokali - Denniz Pop – producent - Max Martin – tekstopisec, producer, avdio mešanje, spremljevalni vokali - Rami Yacoub – tekstopisec, producent - Nana Hedin – spremljevalni vokali - Thomas Lindberg – kitara - Johan Carlberg – bas kitara - Tom Coyne – urejanje | »Autumn Goodbye« - Britney Spears – glavni vokali, spremljevalni vokali - Eric Foster White – tekstopisec, producent, avdio mešanje, vsi inštrumenti - Nikki Gregoroff – spremljevalni vokali - Tom Coyne – urejanje |

Vir:

## Lestvice

### Tedenske lestvice
| Lestvica (1998/1999)                              | Dosežek |
| ------------------------------------------------- | ------- |
| Avstralija (ARIA)                                 | 1       |
| Avstrija (Ö3 Austria Top 75)                      | 1       |
| Belgija, Flandrija (Ultratop 50)                  | 1       |
| Belgija, Valonija (Ultratop 40)                   | 1       |
| Kanada (Canadian Hot 100)                         | 1       |
| Lestvica kanadske revije RPM                      | 1       |
| Danska (IFPI)                                     | 1       |
| Evropa (European Hot 100 Singles)                 | 1       |
| Finska (Suomen virallinen lista)                  | 1       |
| Francija (SNEP)                                   | 1       |
| Nemčija (Media Control AG)                        | 1       |
| Irska (IRMA)                                      | 1       |
| Nizozemska (Mega Single Top 100)                  | 1       |
| Nova Zelandija (RIANZ)                            | 1       |
| Norveška (VG-lista)                               | 1       |
| Švedska (Sverigetopplistan)                       | 1       |
| Švica (Media Control AG)                          | 1       |
| Združeno kraljestvo (The Official Charts Company) | 1       |
| Združene države Amerike (Billboard Hot 100)       | 1       |
| Združene države Amerike (Pop Songs)               | 1       |

|

### Lestvice ob koncu leta
| Država                  | Dosežek |
| ----------------------- | ------- |
| Avstralija              | 2       |
| Avstrija                | 3       |
| Belgija                 | 1       |
| Kanada                  | 19      |
| Evropa                  | 3       |
| Francija                | 7       |
| Nemčija                 | 3       |
| Švica                   | 3       |
| Velika Britanija        | 1       |
| Združene države Amerike | 5       |

### Lestvice ob koncu desetletja
| Lestvica (1990–1999)                        | Dosežek |
| ------------------------------------------- | ------- |
| Združene države Amerike (Billboard Hot 100) | 78      |
| Izrael (Israelian Hot 100)                  | 24      |

### Certifikacije
| Država                  | Organizacija | Certifikacija | Prodaja   |
| ----------------------- | ------------ | ------------- | --------- |
| Avstralija              | ARIA         | 3× Platinasta | 270.000   |
| Avstrija                | IFPI         | Platinasta    | 500.000   |
| Francija                | SNEP         | Platinasta    | 575.000   |
| Nemčija                 | IFPI         | 3× Zlata      | 950.000   |
| Nizozemska              | NVPI         | Platinasta    | 110.000   |
| Nova Zelandija          | RIANZ        | Platinasta    | 20.000    |
| Norveška                | IFPI         | 2× Platinasta | 25,000    |
| Švedska                 | IFPI         | Platinum      | 30.000    |
| Švica                   | IFPI         | Platinasta    | 70.000    |
| Velika Britanija        | BPI          | 2× Platinasta | 1.580.000 |
| Združene države Amerike | RIAA         | Platinasta    | 1.750.000 |

|}